# Circle in the Sand
Circle in the Sand ist ein Lied von Belinda Carlisle aus dem Jahr 1987, das von Rick Nowels und Ellen Shipley geschrieben wurde. Es war auf dem Album Heaven on Earth enthalten und kam im April 1988 als Single auf den Markt.

## Geschichte
Das Lied trat das erste Mal bei den Demoaufnahmen zum Album Lost Heaven in Erscheinung. Dort konnte man neben leichten Basstönen den Schlagzeug-Rhythmus hören, der von einer eingängigen Keyboard-Melodie begleitet wurde. Bei der Produktion zum Album steuerte Thomas Dolby eine neue Melodie bei, die er mit dem Bass kombinierte. Des Weiteren wurden diesmal auch Gitarren verwendet, die allerdings nur dazu dienten, weitere Klangeffekte zur Keyboard-Melodie beizusteuern. Diese kombinierten Klangeffekte verglich die Webseite allmusic mit Liedern von den Shangri-Las, wo dieser Effekt besonders bei Remember (Walking in the Sand) zur Geltung kommen.

## Musikvideo
Die Regie zum Musikvideo übernahm Peter Care. Es zeigt verschiedene Strand-Szenen, in denen Carlisle im Hintergrund das Lied singt. Das Musikvideo soll dazu dienen, den lyrischen Inhalt des Liedes zu verdeutlichen. So gehen einige Szenen besonders auf Schlagwörter des Liedtextes, wie „cold wind“, „tide moves in“ und „waves crash“ ein. Als Videoeffekte sieht man in einigen Szenen Bilder von Carlisle, die durch die Strandlandschaft gleiten und im Wasser von Wellen überspült werden. Dieser Effekt soll eine Collage darstellen. Das Musikvideo wurde von MCA im März 1988 veröffentlicht.